# 科特斯 (佛羅里達州)
科爾特斯（西班牙語：Cortez）是位於美國佛羅里達州馬納提郡的一個人口普查指定地區。

## 地理
科爾特斯的座標為27°27′49″N 82°40′21″W / 27.46361°N 82.67250°W，而該地最高點為海拔高度1米（即3英尺）。

## 人口
根據2010年美國人口普查的數據，科爾特斯的面積為9.30平方千米，當中陸地面積為5.70平方千米，而水域面積為7.60平方千米。當地共有人口4491人，而人口密度為每平方千米482人。